# Kadiïvka
Kadiïvka (en ukrainien : Кадіївка, en russe : Стаханов, Stakhanov) est une ville minière de l'oblast de Louhansk, en Ukraine. Sa population s'élevait à 77 593 habitants en 2013. Elle fait partie de la république populaire de Lougansk.

## Géographie
Kadiïvka est située à 50 km à l'est de Louhansk, dans une région très urbanisée du Donbass.

## Histoire
Avant 1978, la ville s'appelait Kadiïvka (Kadiïevka en russe), sauf de 1937 à 1940, période durant laquelle elle fut nommée Sergo (en russe, Серго). La ville est occupée par l'armée allemande du 12 juillet 1942 au 3 septembre 1943 et libérée au cours de l'opération Donbass du front du Sud par l'Armée rouge. En 1978, peu après la mort du mineur et Héros du travail socialiste Alekseï Stakhanov, la ville est rebaptisée Stakhanov en son honneur. En mai 2016, l'Ukraine lui redonne le nom de Kadiïvka. Le changement de nom n'est pas appliqué par la république populaire de Lougansk, qui contrôle la ville.
L'exploitation de la houille est l'industrie dominante de cette ville. Elle est passée sous l'administration des séparatistes pro-russes le 2 mai 2014.
Le 10 décembre 2022, pendant l'invasion de l'Ukraine par la Russie, l'hôtel de ville de Kadiïvka est touché par des tirs de Himars tirés par les forces ukrainiennes. Selon Serhiy Haidaï, le chef de l'administration militaire ukrainienne locale, un QG du groupe Wagner se trouvait dans l'hôtel de ville et la frappe a fait un grand nombre de victimes.

## Population
| 1923   | 1926    | 1939     | 1959     | 1970     | 1979     |
| ------ | ------- | -------- | -------- | -------- | -------- |
| 8 292* | 17 837* | 134 920* | 180 205* | 137 138* | 108 043* |

| 1989     | 2001    | 2010   | 2011   | 2012   | 2013   |
| -------- | ------- | ------ | ------ | ------ | ------ |
| 112 023* | 90 152* | 79 736 | 79 010 | 78 255 | 77 593 |

## Personnalités
- Valéri Bolotov (né en 1970), leader indépendantiste ;
- Oleg Klionov (1932-1996), chanteur d'opéra russe et soviétique ;
- Igor Mangouchev (1986-2023), nationaliste russe et leader séparatiste pro-russe.